# Stade de Madingou
 (avril 2025).
Le stade de Madingou est un stade omnisports de 7 000 places assises situé dans la ville de Madingou au sud de la république du Congo.

## Histoire
Inauguré le 14 août 2016 par le président Denis Sassou-Nguesso, il abrite la finale de la Coupe du Congo de football de 2016, à la suite de la célébration de l'anniversaire de l'indépendance du pays.